# Élections législatives de 1951 à Madagascar
Les élections législatives françaises de 1951 se tiennent le 17 juin. Ce sont les deuxièmes élections législatives de la Quatrième République.

## Mode de scrutin
- Représentation proportionnelle plurinominale suivant la méthode du plus fort reste dans les circonscriptions. Il y a au total 629 sièges à pourvoir. Le vote préférentiel est admis.

- À Madagascar, cinq députés sont à élire dans trois circonscriptions. Quatre dans les premières circonscriptions (deux pour le premier collège électoral et deux pour le second) et le dernier dans la troisième, pour le deuxième collège.

Le premier collège regroupe les électeurs relevant du Statut civil français (les colons et les "évolués"). Le second collège regroupe ceux gardant leurs statuts personnels (les « Indigènes »). 

### Irrégularités
Si dans le premier collège (celui des Européens), il ne semble pas y avoir eu de fraudes, les élections dans les seconds collèges sont très largement remises en cause.

## Élus
| Député sortant                   | Parti | Parti | Député élu ou réélu | Parti | Parti       |
| -------------------------------- | ----- | ----- | ------------------- | ----- | ----------- |
| Premier collège                  |       |       |                     |       |             |
| Roger Duveau                     |       | MRP   | Roger Duveau        |       | MRP         |
| Jules Castellani                 |       | RPF   | Louis Labrousse     |       | UDSR        |
| Deuxième collège                 |       |       |                     |       |             |
| Jacques Rabemananjara            |       | MDRM  | Jonah Ranaivo       |       | MRP         |
| Joseph Ravoahangy-Andrianavalona |       | MDRM  | Pascal Velonjara    |       | PADESM-UDSR |
| Joseph Raseta                    |       | MDRM  | Mahasumpo Raveloson |       | PADESM-UDSR |

## Résultats

### 1recirconscription (centre)

#### Premier collège (statut civil français)
|          | UDSR     | Louis Labrousse    | 6 398  | 48,53  |  |  |
|          | RPF      | Jules Castellani * | 5 365  | 40,93  |  |  |
|          | app. RPF | Mr Salanié         | 1 097  | 8,32   |  |  |
|          |          | Mr Dijoux          | 324    | 2,46   |  |  |
|          |          |                    |        |        |  |  |
| Inscrits | Inscrits | Inscrits           | 22 081 | 100,00 |  |  |
| Votants  | Votants  | Votants            | 13 425 | 60,80  |  |  |
| Exprimés | Exprimés | Exprimés           | 13 184 | 98,21  |  |  |

#### Deuxième collège (statut personnel)
|          | MRP      | Jonah Ranaivo           | 152 762 | 68,37  |  |  |
|          | ex MDRM  | Stanislas Rakotonirina  | 56 926  | 25,48  |  |  |
|          | PDM      | Pasteur Ravelojaona     | 13 649  | 6,11   |  |  |
|          | MDRM     | Jacques Rabemananjara * | 114     | 0,05   |  |  |
|          |          | Rakoto Mananjean        | 9       | 0,00   |  |  |
|          |          |                         |         |        |  |  |
| Inscrits | Inscrits | Inscrits                | 275 281 | 100,00 |  |  |
| Votants  | Votants  | Votants                 | 225 740 | 82,00  |  |  |
| Exprimés | Exprimés | Exprimés                | 223 440 | 98,98  |  |  |

- Le sortant, Jacques Rabemananjara, est condamné aux travaux forcés en 1947 à la suite de l'Insurrection malgache de 1947. Il se présente alors qu'il est dans un camp de travail.
- Ces élections sont contrôlées par l'administration française, qui soutient un candidat officiel.

### 2ecirconscription (Est)

#### Premier collège (statut civil français)
|          | MRP      | Roger Duveau * | 3 002 | 50,14  |  |  |
|          | RPF      | Henri Girard   | 2 985 | 49,86  |  |  |
|          |          |                |       |        |  |  |
| Inscrits | Inscrits | Inscrits       | 9 803 | 100,00 |  |  |
| Votants  | Votants  | Votants        | 6 161 | 62,85  |  |  |
| Exprimés | Exprimés | Exprimés       | 5 987 | 97,18  |  |  |

- Elle réunit aussi les inscrits du premier collège relevant de la troisième circonscription.

#### Deuxième collège (statut personnel)
|          | PADESM-UDSR | Pascal Velonjara | 230 380 | 99,40  |  |  |
|          |             |                  |         |        |  |  |
| Inscrits | Inscrits    | Inscrits         | 260 633 | 100,00 |  |  |
| Votants  | Votants     | Votants          | 231 782 | 88,93  |  |  |
| Exprimés | Exprimés    | Exprimés         | 230 401 | 99,40  |  |  |

- Ces élections sont contrôlées par l'administration française, qui soutient un candidat officiel.

### 3ecirconscription (Ouest)

#### Deuxième collège (statut personnel)
|          | PADESM (modéré) - UDSR | Mahasumpo Raveloson | 229 107 | 97,95  |  |  |
|          | PADESM (de gauche)     | Ernest Jérémie      | 4 803   | 2,05   |  |  |
|          |                        |                     |         |        |  |  |
| Inscrits | Inscrits               | Inscrits            | 316 213 | 100,00 |  |  |
| Votants  | Votants                | Votants             | 235 793 | 74,57  |  |  |
| Exprimés | Exprimés               | Exprimés            | 233 873 | 99,19  |  |  |

- Ces élections sont contrôlées par l'administration française, qui soutient un candidat officiel.